# Oscos

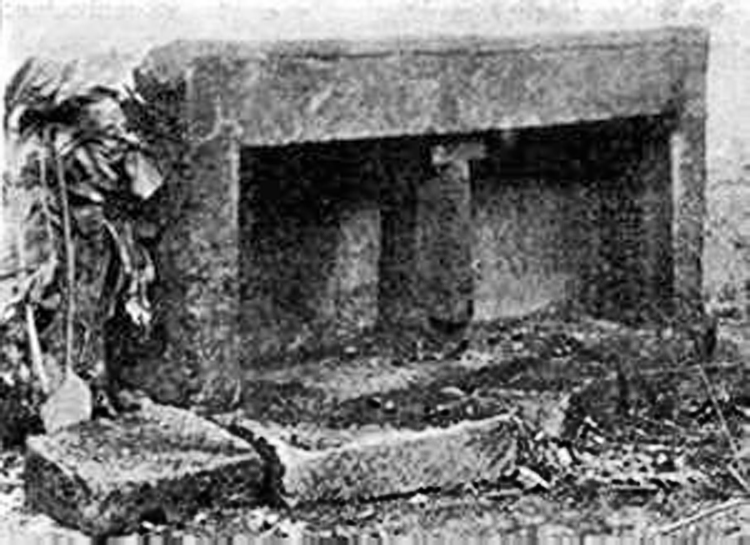
Túmulo osco-samnita no pátio da Igreja de Santa Marie delle Grazie em Calvizano (agora perdido).

Os oscos (em latim osci ou opsci) foram um povo indo-europeu do sul da península Itálica. Originários do norte da Campânia finalmente se fixaram na região de fronteira entre a Campânia e o Lácio. Os oscos também competiram com os etruscos pela posse do resto da Campânia.
Pertenciam ao grupo osco-umbro; a caracterização do povo é, sobretudo, linguística: os oscos falavam propriamente a língua osca, idioma indo-europeu do grupo osco-úmbrio. 
Antichus, que foi geralmente considerado como a fonte de Tucídides para a história ocidental, depois identificou esta tribo com os Ausones (Aruncis), que foram conquistados e dispersados pelo resto da Campânia pelos Sabellis (Samnitas). Os oscos sobreviveram a essa dispersão por causa de seu idioma, a língua osca.
Sua maior contribuição para a cultura foi a atelana, também chamada farsa atelana (em latim: fabulae atellanae), gênero teatral muito encenado nos teatros romanos.

## Conflitos e subjugação
No começo do século V a.C., os oscos lutaram contra Roma pelo Pomptinus Ager, região do Lácio entre as colinas Albanas e a costa do mar Tirreno. Como os oscos eram agricultores e o Pomptinus Ager continha terras muito férteis, essa área teria sido muito valiosa para eles. No entanto, os oscos sofreram uma derrota devastadora na mão dos romanos.
Posteriormente, no século V a.C., os samnitas, povo guerreiro que também falava a língua osca, tomaram a região e subjugaram os oscos.
Mais tarde, durante a primeira  Guerra Samnita (343-341 a.C.), Roma ganhou o controle do norte da Campânia. Segundo Tito Lívio, os oscos foram um pouco a causa da guerra. Ele afirma que começou quando os samnitas fizeram um ataque não-provocado ao Sidicines, um cantão osco no norte da Campânia. Isto fez com que oscos evacuassem Sidicines por segurança, rumo à Campânia. Em seguida, os samnitas atacaram aos oscos  da Campânia, derrotando-os e levando-os de volta com eles. Desesperados, os oscos pediram ajuda aos romanos. Eles caíram, então, sob o domínio dos romanos.